# Campeonato Moçambicano de Futebol
O Campeonato Moçambicano de Futebol, actualmente denominado por Moçambola, é a competição mais importante de futebol realizada em Moçambique, sendo organizada pela Liga Moçambicana de Futebol, sob alçada da Federação Moçambicana de Futebol. Começou a ser disputado em 1976, pouco depois da independência de Moçambique, sendo sucessora do Campeonato do Estado Ultramarino de Moçambique.

## Temporada actual
A edição de 2025 do Moçambola teve o seu início a 17 de Maio e, ao contrário do ano anterior em que incluiu 12 equipas, foi disputada por 14 equipas. O calendário aponta para que a prova termine em 9 de Outubro.
Três equipas qualificaram-se em apuramentos regionais (Desportivo da Matola no sul, Chingale de Tete no centro e Ferroviário de Nacala no norte) devido ao aumento do número de clubes que disputam o campeonato. Além disso, o Textáfica, que deveria descer de divisão, foi repescado devido à desistência do Brera Tchumene.

### Equipas 2025
O Moçambola 2025 é disputado pelas seguintes equipas:
| Clube                                                  | Localidade | Estádio                                     | Desempenho 2024                                  | Notas            |
| ------------------------------------------------------ | ---------- | ------------------------------------------- | ------------------------------------------------ | ---------------- |
| Associação Desportiva de Vilankulo                     | Vilanculos | Estádio Municipio Valdemar Oliveira, Maxixe | 7.º no Moçambola                                 | [ nota 1 ]       |
| Black Bulls                                            | Matola     | Complexo Desportivo de Tchumene             | 1.º no Moçambola                                 |                  |
| Baía de Pemba                                          | Pemba      | Estádio Municipal de Pemba                  | 9º no Moçambola                                  |                  |
| Clube Desportivo da Matola                             | Matola     | Campo da Liga Desportiva de Maputo          | 1º na poule de apuramento da zona sul            |                  |
| Clube Desportivo de Nacala                             | Nacala     | Campo da Bela Vista                         | 8º no Moçambola                                  |                  |
| Clube de Desportos da Costa do Sol                     | Maputo     | Estádio do Costa do Sol                     | 3.º no Moçambola                                 |                  |
| Clube dos Desportos de Chingale                        | Tete       | Estádio Municipal 25 de Setembro, Moatize   | 1º na poule de apuramento da zona centro         | [ nota 2 ] [ 5 ] |
| Clube Ferroviário da Beira                             | Beira      | Estádio do Ferroviário                      | 6.º no Moçambola                                 |                  |
| Clube Ferroviário de Lichinga                          | Lichinga   | Estádio Municipal 1º De Maio                | 10.º no Moçambola                                | [ nota 3 ] [ 5 ] |
| Clube Ferroviário de Maputo                            | Maputo     | Campo do Afrin                              | 4.º no Moçambola                                 |                  |
| Clube Ferroviário de Nacala                            | Nacala     | Estádio do Ferroviário de Nacala            | 1º na poule de apuramento da zona norte          |                  |
| Clube Ferroviário de Nampula                           | Nampula    | Estádio 25 De Junho                         | 5.º no Moçambola                                 |                  |
| Grupo Desportivo e Recreativo da Textáfrica do Chimoio | Chimoio    | Campo da Soalpo                             | repescado devido à desistência do Brera Tchumene |                  |
| União Desportiva do Songo                              | Songo      | Estádio 27 de Novembro                      | 2.º no Moçambola                                 |                  |

## História

### Antes da independência
| Ano  | Campeão                         | Vice-campeão                   |
| ---- | ------------------------------- | ------------------------------ |
| 1956 | Ferroviário de Lourenço Marques |                                |
| 1957 | Desportivo de Lourenço Marques  |                                |
| 1958 | Ferroviário de Beira            |                                |
| 1959 | Sporting de Nampula             | Desportivo de Lourenço Marques |
| 1960 | Sporting de Lourenço Marques    |                                |
| 1961 | Ferroviário de Lourenço Marques |                                |
| 1962 | Sporting de Lourenço Marques    |                                |
| 1963 | Ferroviário de Lourenço Marques | Sporting de Lourenço Marques   |
| 1964 | Desportivo de Lourenço Marques  |                                |
| 1965 | não finalizado                  | não finalizado                 |
| 1966 | Ferroviário de Lourenço Marques |                                |
| 1967 | Ferroviário de Lourenço Marques |                                |
| 1968 | Ferroviário de Lourenço Marques |                                |
| 1969 | Textáfrica de Vila Pery         |                                |
| 1970 | Ferroviário de Lourenço Marques |                                |
| 1971 | Textáfrica de Vila Pery         |                                |
| 1972 | Ferroviário de Lourenço Marques |                                |
| 1973 | Textáfrica de Vila Pery         |                                |
| 1974 | Ferroviário da Beira            |                                |

### Depois da independência
De 1976 até 1998 os campeonatos nacionais tinham um número reduzido em termos de equipas,  geralmente seis a oito, com as provas a começarem a nível provincial para apurar quais iriam tomar parte no Nacional.
A partir de 1999 alargou-se o número de participantes para 12 equipas, com a introdução da Liga 2M, jogando no sistema clássico de todos-contra-todos, em duas voltas.
Em 2001 a prova passou a chamar-se Liga Moçambicana de Futebol ao ter passado a ser gerida pela Liga Moçambicana de Futebol, que tinha sido fundada em 2000 por dirigentes de diferentes clubes nacionais.
Em 2005, a competição abraçou o nome Moçambola e em 2007 passou a ser disputada por 14 participantes.
Em termos de vencedores, o primeiro campeão nacional pós-independência foi o Textáfrica de Chimoio, na altura treinado pelo Mário Coluna.
Os finais dos anos 1970 e a década de 1980 foram dominados por Desportivo de Maputo, Ferroviário de Maputo  e Maxaquene, tendo este último conseguido três títulos consecutivos (1984 a 1986).
Com quatro títulos consecutivos, o Costa do Sol marcou o início dos anos 1990, uma década onde também brilhou mais Ferroviário de Maputo.
A primeira década do novo milénio viu a balança pender agora para Ferroviário de Maputo, que arrecadou 4 títulos contra os três conquistados pelo Costa do Sol.
Os anos 2010 arrancaram com o domínio da a Liga Muçulmana, hoje Liga Desportiva de Maputo, vencendo 4 dos 5 primeiros campeonatos desta década.
Devido a dificuldades financeiras, a prova passou a ser disputada por 12 equipas a partir de 2022., mas voltou a ter 14 equipas em 2025, apesar de constrangimentos financeiros do país e das dificuldades nas deslocações das equipas.
| Edição    | Campeão               | Vice-campeão              |
| --------- | --------------------- | ------------------------- |
| 1975      | não realizado         | não realizado             |
| 1976      | Textáfrica do Chimoio | Desportivo de Maputo      |
| 1977      | Desportivo de Maputo  | Textáfrica                |
| 1978      | Desportivo de Maputo  | Sport Maputo e Benfica    |
| 1979      | Costa do Sol          | Maxaquene                 |
| 1980      | Costa do Sol          | Textáfrica                |
| 1981      | Têxtil do Punguè      | Ferroviário de Maputo     |
| 1982      | Ferroviário de Maputo |                           |
| 1983      | Desportivo de Maputo  |                           |
| 1984      | Maxaquene             | Desportivo de Maputo      |
| 1985      | Maxaquene             |                           |
| 1986      | Maxaquene             |                           |
| 1987      | Matchedje             | Maxaquene                 |
| 1988      | Desportivo de Maputo  |                           |
| 1989      | Ferroviário de Maputo | Desportivo de Maputo      |
| 1990      | Matchedje             | Costa do Sol              |
| 1991      | Costa do Sol          | Ferroviário de Maputo     |
| 1992      | Costa do Sol          | Ferroviário de Maputo     |
| 1993      | Costa do Sol          | Ferroviário de Maputo     |
| 1994      | Costa do Sol          | Maxaquene                 |
| 1995      | Desportivo de Maputo  |                           |
| 1996      | Ferroviário de Maputo |                           |
| 1997      | Ferroviário de Maputo | Costa do Sol              |
| 1998      | Costa do Sol          | Ferroviário da Beira      |
| 1998-1999 | Ferroviário de Maputo | Costa do Sol              |
| 1999-2000 | Costa do Sol          | Ferroviário de Maputo     |
| 2000-2001 | Costa do Sol          | Ferroviário de Maputo     |
| 2002      | Ferroviário de Maputo | Maxaquene                 |
| 2003      | Maxaquene             | Costa do Sol              |
| 2004      | Ferroviário de Maputo | Desportivo de Maputo      |
| 2005      | Ferroviário de Maputo | Costa do Sol              |
| 2006      | Desportivo de Maputo  | Ferroviário de Maputo     |
| 2007      | Costa do Sol          | Desportivo                |
| 2008      | Ferroviário de Maputo | Atlético Muçulmano        |
| 2009      | Ferroviário de Maputo | Desportivo                |
| 2010      | Liga Muçulmana        | Maxaquene                 |
| 2011      | Liga Muçulmana        | Maxaquene                 |
| 2012      | Maxaquene             | Ferroviário da Beira      |
| 2013      | Liga Muçulmana        | Ferroviário da Beira      |
| 2014      | Liga Desportiva       | Ferroviário de Nampula    |
| 2015      | Ferroviário de Maputo | Costa do Sol              |
| 2016      | Ferroviário da Beira  | Songo                     |
| 2017      | Songo                 | Costa do Sol              |
| 2018      | Songo                 | Ferroviário de Maputo     |
| 2019      | Costa do Sol          | Songo                     |
| 2021      | Black Bulls           | Ferroviário da Beira      |
| 2022      | Songo                 | Black Bulls               |
| 2023      | Ferroviário da Beira  | Black Bulls               |
| 2024      | Black Bulls           | União Desportiva do Songo |

## Títulos por clube
| Clube                     | Cidade  | Total | Edições                                                           |
| ------------------------- | ------- | ----- | ----------------------------------------------------------------- |
| Ferroviário de Maputo     | Maputo  | 10    | 1982, 1989, 1996, 1997, 1998/99, 2002, 2005, 2008, 2009, 2015     |
| Costa do Sol              | Maputo  | 10    | 1979, 1980, 1991, 1992, 1993, 1994, 1999/00, 2000/01, 2007 e 2019 |
| Desportivo de Maputo      | Maputo  | 6     | 1977, 1978, 1983, 1988, 1995, 2006                                |
| Maxaquene                 | Maputo  | 5     | 1984, 1985, 1986, 2003, 2012                                      |
| Liga Desportiva           | Maputo  | 4     | 2010, 2011, 2013, 2014                                            |
| União Desportiva do Songo | Songo   | 3     | 2017, 2018, 2022                                                  |
| Black Bulls               | Matola  | 2     | 2021, 2024                                                        |
| Ferroviário da Beira      | Beira   | 2     | 2016, 2023                                                        |
| Matchedje                 | Maputo  | 2     | 1987, 1990                                                        |
| Textáfrica                | Chimoio | 1     | 1976                                                              |
| Têxtil do Punguè          | Beira   | 1     | 1981                                                              |
| Ferroviário de Nampula    | Nampula | 1     | 2004                                                              |